# شلال ساحلي

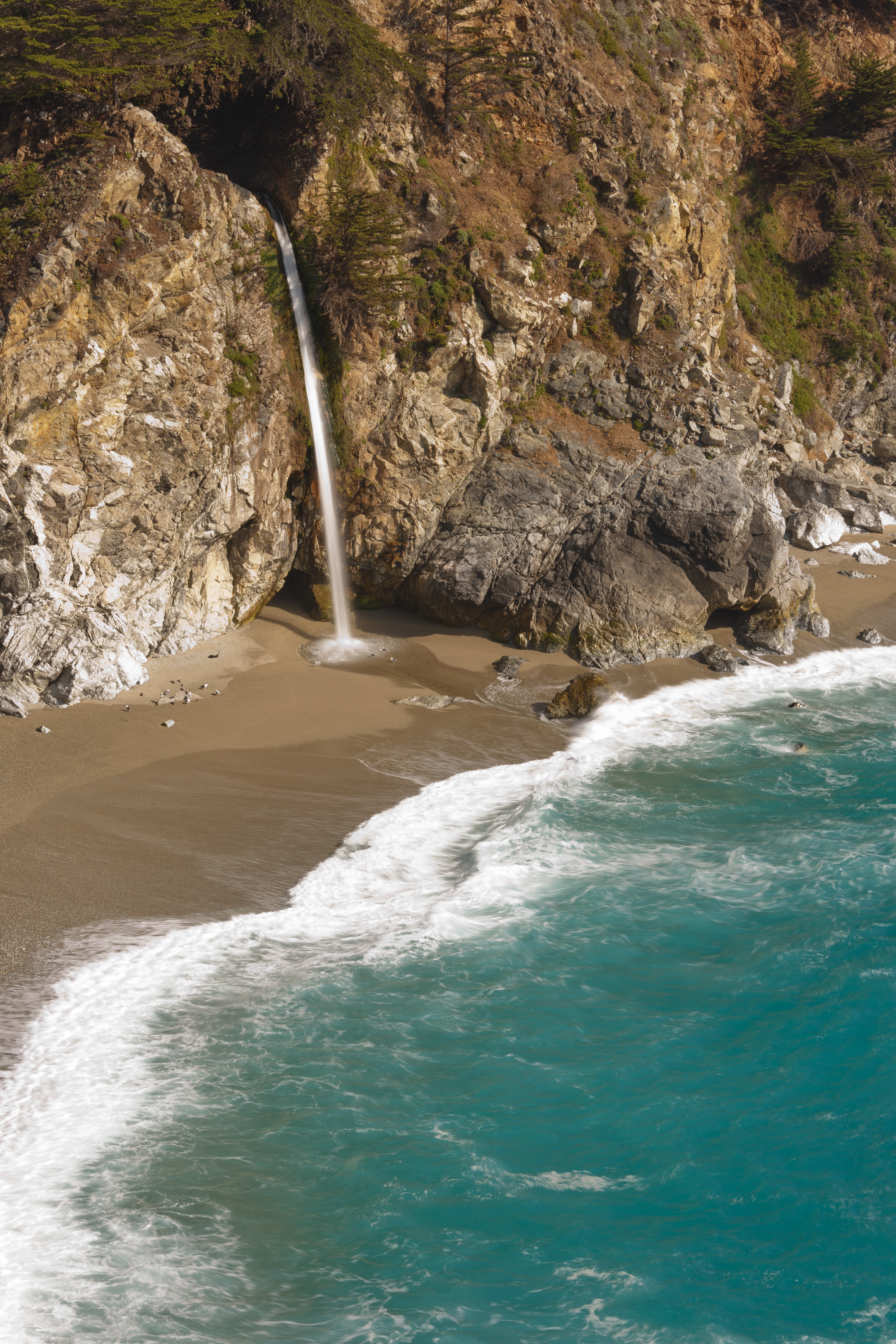
شلال ماكواي

شلال ساحلي: (بالإنجليزية: coastal waterfall)‏ ويعرف أيضا ب(tidefall) حيث تصب مياه الشلال في البحر.من أشهر الشلالات الساحلية
- شلال نهر بوين
- شلال ميلفورد
- شلال ماكواي